# Иосиф (Рогон)
Иосиф Рогон (греч. Ρωγών Ιωσήφ; 1776, Амбелакия — 13 апреля 1826, Месолонгион) — один из самых известных священников, участников Освободительной войны Греции 1821—1829 гг.

## Биография
Иосиф родился в 1776 году в Амбелакии в номе Ларисе в области Фессалия.
Этот городок на склоне горы Оса и под тенью горы Олимпа, в те годы был одним из центров зарождающегося греческого капитализма и имел тесные связи с Центральной Европой. Школу Иосиф закончил в другом центре греческого просвещения в Фессалии, в городке Царицани. Хотя лингвисты до сих пор не пришли к заключения, если этимологически имя Царицани происходит от славянского царь или (что более вероятно) от валашского цара (место, село), городок был основан и населялся исключительно греками, выходцами из города Эласона, не желавшими жить рядом с мусульманами.
Ораторское искусство Иосифа проявилось ещё будучи дьяконом.
В начале XIX века, уже будучи священником, Иосиф был замешан в повстанческом движении попа Ефтимия Влахаваса, который был арестован и повешен по приказу Али-паши Тепеленского. Иосиф был заключён в тюрьму города Янины, но избежал смертной казни. С началом Греческой революции 1821 г., Иосиф был снова заключён турками в тюрьму города Арты, но был освобождён греческими повстанцами. Хотя епархия Иосифа (Рогона) находилась в провинции Эпире, последующая деятельность Иосифа связана с городом Месолонгионом. Иосиф был духовным руководителем города и в 1822 г. (Первая осада Месолонгиона) и в 1823 г. (Вторая осада Месолонгиона). В этом городе, в августе 1823 г., Иосифом был отпет Маркос Боцарис, а в марте 1825 г. лорд Байрон, хотя последний не был православным.
Третья осада Месолонгиона (1825—1826 гг.) продолжалась более года.
Измождённые голодом защитники города приняли решение прорываться.
9 апреля военачальники и епископ Иосиф, собрались в доме военачальника Кицоса Дзавеласа согласовывать детали прорыва.
Военачальники единогласно пришли к заключению, что если в прорыве будут участвовать вперемежку бойцы и гражданское население, то никто не выйдет живым из прорыва .С другой стороны не было никакой надежды, что отдельная гражданская колонна сможет прорваться. Зная какая участь уготовлена турками для женщин и детей, военачальники, склонив головы, приняли решение перебить детей и женщин, когда поднялся Иосиф. «Во имя Святой Троицы. Я ваш священник. Если вы посмеете это сделать, то первым принесите в жертву меня. Я вам оставляю проклятие Бога и Богородицы.» Сказал, сел и заплакал. Наступило молчание. Тогда было принято решение, что гражданское население образует отдельную колонну, которую, кроме вооружённых родственников, будут сопровождать 200 бойцов.
Согласованный военачальниками, военный план продиктовал Иосиф и записал Николаос Касомулис, отразив его дословно в своих мемуарах. Наверное немного в военной истории военных планов, начинающихся словами «во имя Святой Троицы».
При прорыве в Вербное Воскресение, двум колоннам бойцов потеряв 2/3 своего состава удалось все же прорваться. Гражданской колонне, с которой шёл Иосиф, этого не удалось.
Иосиф вернулся в город и возглавил оборону последнего очага сопротивления, ветряной мельницы. Мельница продержалась ещё 2 дня, без продовольствия и воды.
Когда уже стали заканчиваться и боеприпасы, защитники собрались вокруг последнего бочонка пороха, чтобы положить конец своей жизни и обороне города.
Получив благословение Иосифа, архимандрит Герасим Залогитис произвёл взрыв. Епископа турки нашли ещё живым. По приказу командующего турецко-египетской армии, Ибрагима, окровавленный и весь в ожогах, Иосиф был повешен и умер на следующий день, 13 апреля 1826 г.